# San Cono (Italia)
San Cono (Santu Conu in siciliano) è un comune italiano di 2 418 abitanti della città metropolitana di Catania in Sicilia.
È situato in zona collinare, alle pendici dei monti Erei, all'estremità occidentale della suddivisione amministrativa etnea.

## Geografia

### Territorio e clima
San Cono si trova nella regione dei monti Erei. Vi sono terreni di vario tipo, da quelli sciolti e permeabili a quelli argillosi o sabbiosi. Vi sono numerose sorgenti, molte delle quali sfruttate con pozzi trivellati. Non vi sono fiumi, ma vi sono i piccoli torrenti Mira e Sefila, con portata idrica massima nella stagione autunno-invernale e pressoché nulla in quella estiva.
Il paese si trova ad un'altitudine media di 525 m s.l.m. e presenta un clima tipicamente mediterraneo-insulare, freddo ed umido in inverno e caldo e asciutto in estate. Le precipitazioni atmosferiche non sono generalmente molto abbondanti e sono concentrate nel periodo autunno-invernale, sebbene talvolta si verifichino piogge estive intense e di carattere torrenziale; la media annua è di 500–600 mm. Le precipitazioni nevose sono molto rare, mentre sono più frequenti le grandinate.

## Storia
Il paese di San Cono fu fondato nel 1785 per opera del marchese Ottavio Trigona Bellotti. Esso prende il nome da San Cono Abate, anche se le ragioni di tale denominazione non sono del tutto chiare; secondo il padre gesuita Ignazio Mario Piccolo, il feudo «fu appellato Cono perché posseduto a principio dalla famiglia Santapau consanguinea del Santo» e la stessa notizia viene riportata dallo storico Carlo Incudine, ma non vi sono documenti che provino questa ipotesi. Ottavio Trigona (seppur impegnato nell'amministrazione di Piazza Armerina) non trascurò mai gli interessi del feudo di San Cono. Il marchese vi fece costruire a spese proprie una chiesa e 60 case, dove accolse persone da ogni parte della Sicilia con la promessa della casa e un pezzo di terreno da coltivare; pertanto, molti uomini che avevano problemi con la legge risposero al proclama del marchese per rifarsi una vita. Ottavio Trigona chiese ed ottenne la licentia populandi e, poco dopo, provvide alla costruzione della chiesa di San Cono.

### Leggenda sulla fondazione
A spiegare il toponimo del paese e le ragioni della fondazione, storicamente incerti, vi è una leggenda popolare. Si racconta che, un giorno, il marchese Trigona ricevette visita da un frate di Naso che apparteneva all'ordine di S. Basilio per acquistare una partita di frumento. Non potendo pagare in denaro, il frate lasciò come pegno al marchese un prezioso anello che portava al dito, con la promessa che avrebbe poi saldato il debito. Caricò quindi il grano sul mulo e partì. Ma dopo tanto tempo il marchese, non avendo più ricevuto visita dal monaco (e cominciando a dubitare della sua buona fede), decise di recarsi personalmente a Naso per chiedere informazioni; tuttavia nessuno seppe dirgli nulla. Ma alla fine, su una parete di un convento, trovò il frate raffigurato in un quadro: era san Cono, morto più di cinque secoli prima. Convinto di aver assistito ad un miracolo, decise di fondare un paese e di dargli il nome del santo.

### Simboli
Lo stemma e il gonfalone sono stati concessi con decreto del presidente della Repubblica del 21 dicembre 1978.
Lo stemma si può blasonare interzato in fascia: il PRIMO, partito: a) di rosso, al leone rivoltato d'argento, b) d'argento, alla torre di rosso, merlata alla guelfa, fondata sulla partizione; il SECONDO, d'oro, a tre torte di rosso; il TERZO, d'argento, a sei torte di azzurro (3, 2, 1); fiancheggiato a destra di nero, all'orlatura d'argento, a cinque bisanti dello stesso posti in cinta, al capo d'argento, caricato di quattro torte di nero (1, 2, 1); a sinistra d'azzurro, a sei bisanti d'oro (1, 2, 2, 1).
Il gonfalone è un drappo partito di azzurro e di bianco.

## Monumenti e luoghi d'interesse

### Chiesa di San Cono

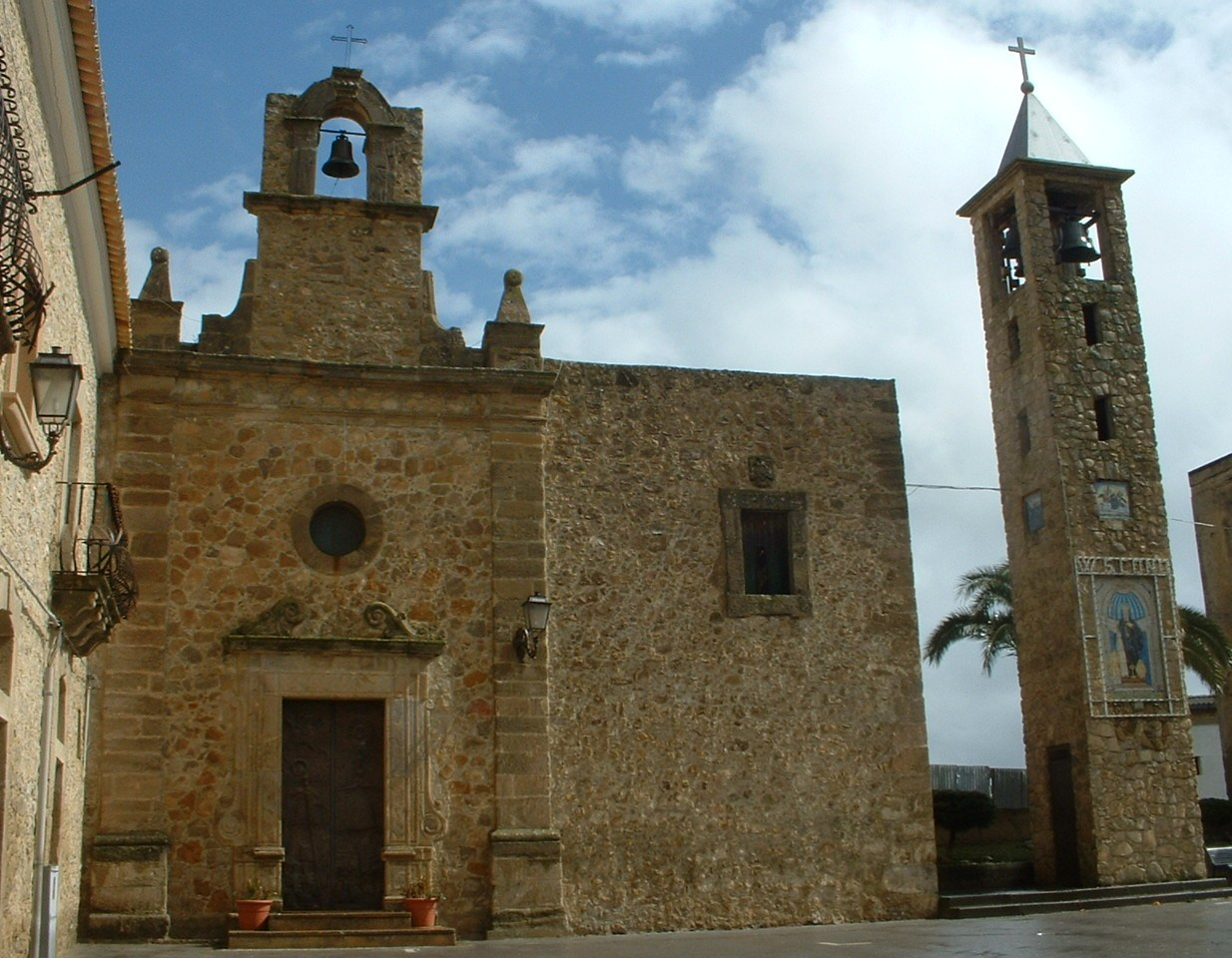
Chiesa di San Cono (o dello Spirito Santo).

Questa chiesa, al tempo dei Trigona intitolata allo Spirito Santo fu successivamente dedicata al Santo miracoloso, perché fu la prima chiesa madre del paese e, soprattutto, perché sull'altare è esposta una statua del santo in legno di epoca imprecisata. È la chiesa più antica, databile presumibilmente intorno alla metà del Settecento, prima ancora della fondazione del paese. La chiesa è in stile barocco-dialettale, con pianta ad un'unica navata e l'altare in fondo, ai cui due lati inferiori è scolpito lo stemma della casa Trigona, l'aquila. Sul fondo vi è un quadro di autore ignoto che rappresenta la Deposizione di Gesù, mentre sul soffitto sono rappresentati degli episodi della vita di san Cono.

### Palazzo Trigona
Questo edificio, annesso alla chiesa dello Spirito Santo, fu costruito dai Trigona al centro del feudo, e ad esso erano annesse le abitazioni dei fattori e del procuratore. Oggi il palazzo Trigona è diviso tra diversi privati cittadini e vi sono state apportate profonde modifiche.

### Chiesa Matrice

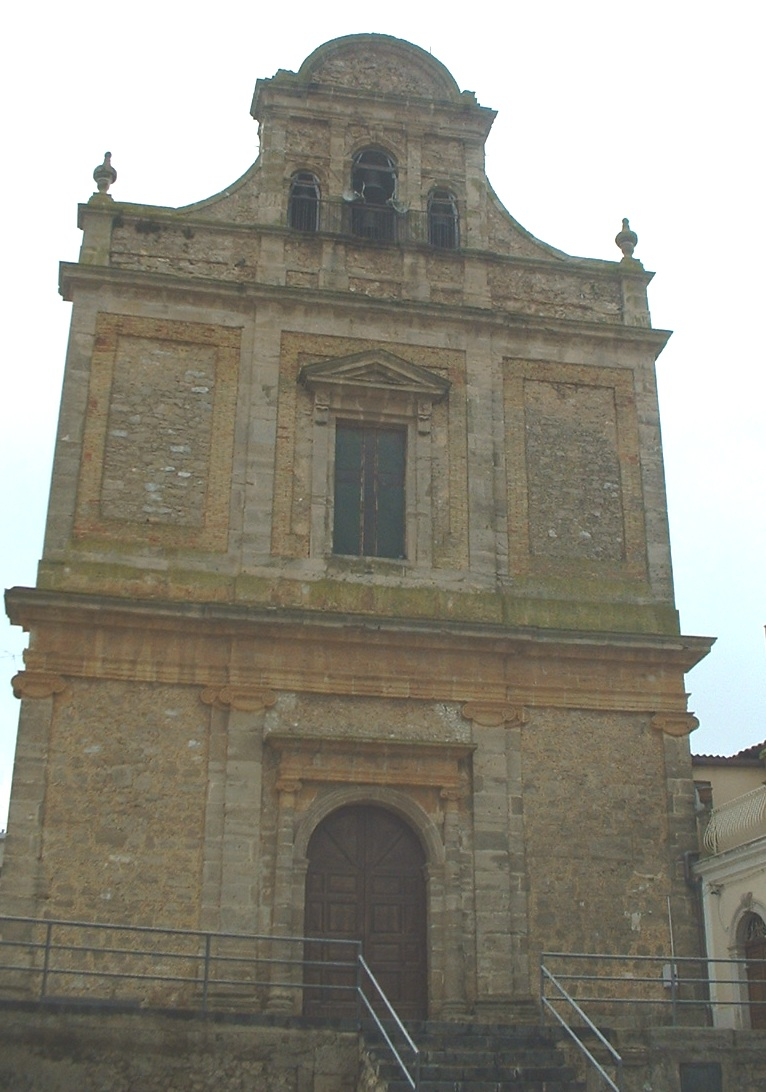
Chiesa Madre

È la chiesa principale, situata in piazza Umberto I. Essa possiede un'unica ampia navata, ed è di stile misto, con accenni dorici, corinzi, bizantini e greco-romani. Il progetto fu dell'architetto Giovanni Lo Piano da Caltanissetta, e la costruzione, iniziata nel 1838, fu più volte interrotta e ripresa, per essere conclusa solo nel 1868, grazie soprattutto al contributo spontaneo di molti sanconesi; nel 1872 fu poi presentato un progetto di campanile, ed il completamento definitivo risale al 1904. L'altare centrale è in marmo e fu costruito prima del 1868; vi è poi un secondo altare in marmo in stile basilicale risalente al 1977. Vi sono altri quattro altari secondari in marmo del 1969, e altre quattro tele che raffigurano, rispettivamente: le Anime del Purgatorio (dipinto da Francesco Vaccaro), San Francesco di Paola e il Sacro Cuore (dipinti da Salvatore Cammarata) e, infine, San Giuseppe (dipinto da Domenico Provenzan). Inoltre sono rappresentate sulle pareti delle scene della Bibbia.

### Chiesa del Crocifisso
La chiesa è situata nella parte nord del paese, sulle pendici del monte San Marco, e fu costruita agli inizi del Novecento. Internamente vi è un altare centrale dominato da un grande Crocifisso di cartapesta; lateralmente vi sono altri due altari, dedicati a San Calogero (del quale vi è una statua in legno) e all'Addolorata.

### La Croce
È un piccolo monumento situato nel quartiere della Forca, poco distante dal Palazzo Trigona; e sorge proprio dove un tempo era situata la forca, che simboleggiava il potere feudale.

### Monumento ai Caduti
Situato al centro della piazza Gramsci, questo monumento fu costruito negli anni 1967-1968 per ricordare la medaglia d'oro al valore Rosario Randazzo (morto nella seconda guerra mondiale e cui è dedicata anche la Piazzola) e i caduti di tutte le guerre.

## Società

### Evoluzione demografica

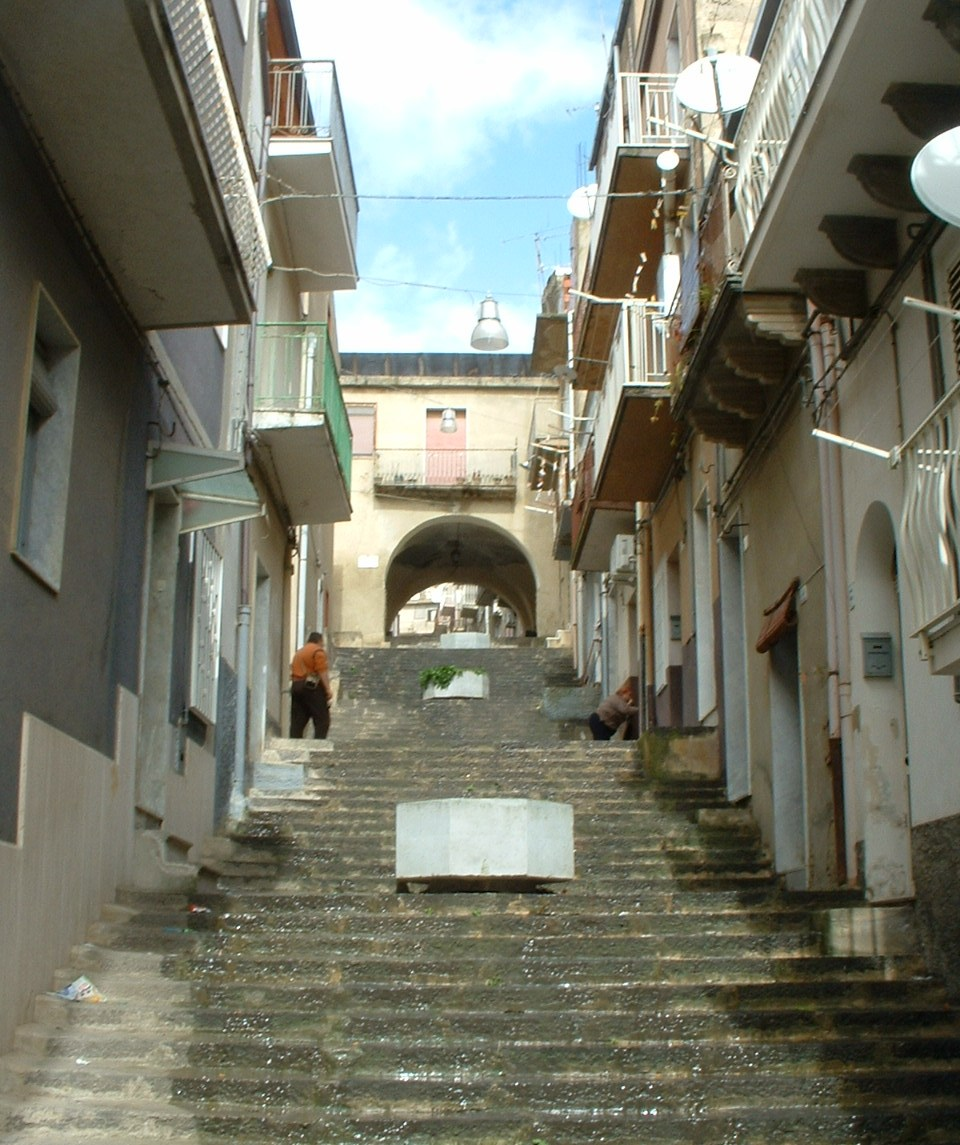
Scorcio

Abitanti censiti

### Tradizioni e folclore

#### La festa di San Cono
La festa patronale è uno dei momenti più sentiti dalla popolazione sanconese, tanto da costituire un momento di ritorno nel proprio paese per numerosi emigrati. La festa inizia con la processione della "Figura" del Santo che, dalla chiesa di San Cono, viene portata a spalla per le vie del paese e quindi alla chiesa matrice; essa fu donata dai sanconesi emigrati in Venezuela. Per diverse settimane il paese è in festa, e si alternano momenti di devozione a manifestazioni folcloristiche: la piazza centrale e tutte le vie si riempiono di luminarie, suonano a festa le campane e il corpo bandistico, vengono sparati fuochi d'artificio, e nelle vie principali è un susseguirsi di bancarelle. Il momento saliente è tradizionalmente la seconda domenica di maggio. Già il giorno precedente è un momento di grande attrattiva, tipicamente con un concerto o uno spettacolo di altro genere nella piazza centrale. Nella domenica, in mattinata il simulacro del Santo (o, nel dialetto popolare, la vara) viene portato dalla sua chiesa alla Matrice; la sera, la vara viene prima deposta davanti alla chiesa, dove vengono raccolte le offerte dei fedeli, che vengono gridate a gan voce insieme ai nomi degli offerenti; il popolo risponde con il grido caratteristico Viva Diu e Santu Conu. Al termine della raccolta, il pesante simulacro viene portato a spalla per le vie del paese, con il suo caratteristico incedere che è più una corsa del Santo. La processione si protrae per tutta la notte, continuando a raccogliere le offerte dei fedeli al grido Viva Diu e Santu Conu, interrotta solo per una pausa di preghiere e canti e, a mezzanotte, per lo sparo di fuochi artificiali. Il sabato e la domenica successivi si ripetono manifestazioni analoghe alla settimana precedente. Terminata anche questa seconda festa (detta Ottava), viene immediatamente contato il denaro raccolto con le offerte e viene annunciato pubblicamente; esso servirà interamente a pagare le numerose spese della festa.

#### Letteratura
Un'unicità del paese di San Cono sono le carrivalate. Una forma di teatro itinerante interpretato da attori a cavallo i quali, nei rioni del paese, recitano delle allegorie sui mestieri, sui costumi, e sulle usanze del mondo contadino. I testi sono in versi dialettali rigorosamente sanconese, scritti in rima baciata da poeti locali. Il poeta che vanta il maggior numero di opere scritte è Angelo La Loggia, famose sono le carrivalate: "La Scala della Vita", "I mesi dell'anno", "U Carrivali sicilianu", "La rosa dei venti".

## Geografia antropica
Possiede una forma irregolare, estendendosi a nord sul pendio del monte San Marco, per arrivare a sud nelle contrade Piana e Albanisa.
Il paese è diviso idealmente in due parti, San Cono superiore e San Cono inferiore (detti, nel gergo popolare, muntata e pinninu). Vi sono cinque quartieri:
1. quartiere della "Piazza", nella parte centrale del paese;
2. quartiere del "Crocifisso", nella parte più alta, così chiamato perché sede della Chiesa del Crocifisso;
3. quartiere della "Creta", nella parte nord-occidentale, detto così per via della zona argillosa su cui sono state costruite le abitazioni;
4. quartiere "Milicuccu", risalente a dopo la seconda guerra mondiale, che prende il nome dagli alberi di melicucco (nome dialettale per il bagolaro) che vi si trovavano;
5. quartiere della "Forca", uno dei più antichi, dove in origine si trovava la forca, segno del potere feudale. Oggi al suo posto vi sorge un monumento alla Croce.

Oltre ai quartieri veri e propri, vi sono altri punti di riferimento, tra cui: il Macello, u chianu 'a brivatura, il Municipio (in piazza Gramsci), la Piana, la Piazzola (piazza Randazzo), la Cappilledda.

## Economia
Tra le colture principali vi sono ortaggi, frutteti, mandorleti, vigneti e, soprattutto, le colture intensive di fico d'india, di cui San Cono è tra i maggiori produttori ed esportatori.
Dal 2022 il comune fa parte del progetto del Primo parco mondiale dello stile di vita mediterraneo insieme ad altre 103 città del centro Sicilia.

## Amministrazione
Di seguito è presentata una tabella relativa alle amministrazioni che si sono succedute in questo comune.
| Periodo        | Periodo        | Primo cittadino   | Partito                            | Carica  | Note  |
| -------------- | -------------- | ----------------- | ---------------------------------- | ------- | ----- |
| 7 giugno 1985  | 13 giugno 1994 | Giuseppe Balbo    | Democrazia Cristiana               | Sindaco | [ 7 ] |
| 29 giugno 1994 | 25 maggio 1998 | Giuseppe Randazzo | t.pds                              | Sindaco | [ 7 ] |
| 25 maggio 1998 | 27 maggio 2003 | Salvatore Bonura  | Partito Democratico della Sinistra | Sindaco | [ 7 ] |
| 27 maggio 2003 | 17 giugno 2008 | Rosa Vallone      | lista civica                       | Sindaca | [ 7 ] |
| 17 giugno 2008 | 11 giugno 2013 | Nunzio Drago      | lista civica                       | Sindaco | [ 7 ] |
| 11 giugno 2013 | 29 Maggio 2023 | Salvatore Barbera |                                    | Sindaco | [ 7 ] |
| 29 maggio 2023 | in carica      | Cono Calaciura    | Lista Civica                       | Sindaco | [ 7 ] |